# Tella (Getränk)

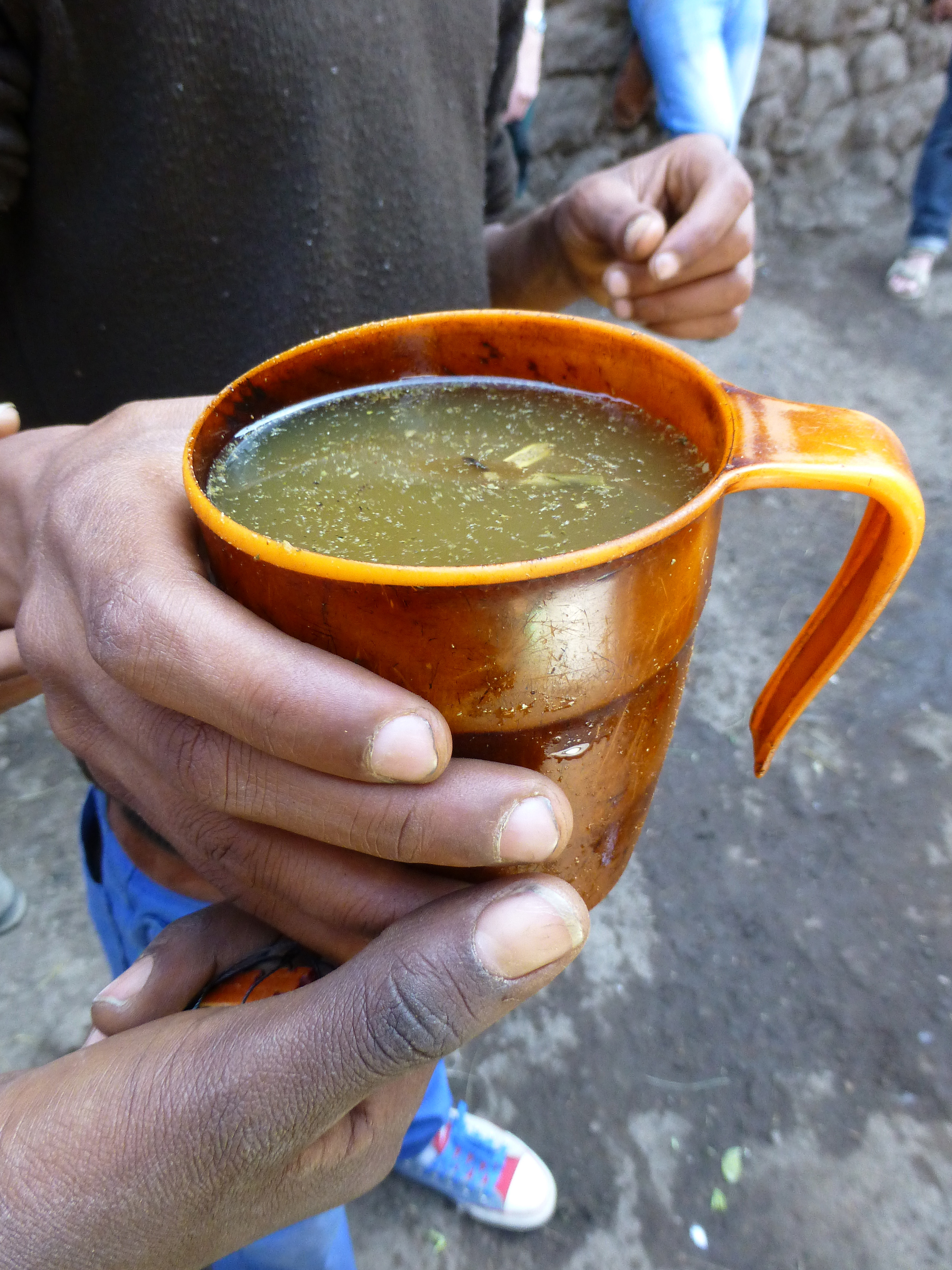
Klares, gefiltertes Tella

Tella oder Talla (amharisch ጠላ), Oromo farso, Tigrinya suwa (ሱዋ), ist eine Biersorte in Äthiopien und Eritrea. Sie wird traditionell aus den Hirsearten Teff und Sorghum hergestellt, je nach Region werden auch Gerste, Weizen oder Mais verwendet, auch Gewürze können zugesetzt werden. Die Getreidekörner werden eingeweicht, bis sie zu keimen beginnen. Dann wird das Malz getrocknet, gemahlen und in Wasser gekocht.
Als Zusatz zur Gärung verwendet man die getrockneten, gemahlenen Blätter des Afrikanischen Faulbaums. Oft wird Tella während der Gärung in Gefäßen gelagert, deren Innenseite zuvor mit Holz geräuchert wurde. Das und der gelegentliche Zusatz von Brot verleihen Tella ein rauchiges Aroma. Da Tella meist zuhause hergestellt wird, schwankt der Alkoholgehalt des Bieres zwischen 2 und 4 Volumenprozent im ungefilterten, dickflüssigen Zustand. Klares, gefiltertes Tella enthält 5–6 Vol.-% Alkohol.
Tella dient als Alltagsgetränk und wird oft in Tella-Häusern (tellabet) angeboten. Diese sind lokaler Treffpunkt und befinden sich meist in normalen Wohnhäusern. Teurer als Tella ist der Honigwein Tej, der als früheres Getränk der oberen Klassen eine höhere Wertschätzung genießt. 
Die Dizi, eine kleine Ethnie in Südwest-Äthiopien, unterscheiden neben dem klaren gefilterten Bier (yanu) ein ungefiltertes Bier (gäbzu) und ein starkes Bier (müg).
Vergleichbare Biersorten in den Nachbarländern sind Merisa im Sudan und Pombe in Ostafrika. Auch Dolo aus Burkina Faso wird aus Hirse hergestellt.